# Життя на Марсі (телесеріал)
Життя на Марсі (англ. Life on Mars) — британський серіал, що виходив із січня 2006 до квітня 2007 на каналі BBC. Він поєднує у собі елементи наукової фантастики і детективу. Головний герой — поліцейський інспектор (Джон Сімм), що опинився у минулому після нещасного випадку і намагається знайти шлях додому. Назва серіалу є посиланням на культову пісню Девіда Бові 1973 року Life on Mars?.
Американська адаптація серіалу вийшла у 2008 році на каналі ABC, іспанська — у 2009, російська — у 2012 році. Також у період 2008—2010 виходив серіал-сівел Прах до праху, у якому було остаточно завершено сюжетну лінію «Життя на Марсі».

## Сюжет
«Життя на Марсі» розповідає історію манчестерського поліцейського Сема Тайлера (Джон Сімм). Після того, як його збила машина у 2006 році, він приходить до тями у 1973, де виявляє себе інспектором свого власного відділення тільки нижчого рангу. Його безпосереднім начальником виявляється Джин Хант (Філіп Ґленістер).
Протягом всього серіалу Сем Тайлер намагається з'ясувати, що ж із ним трапилося насправді, чи він збожеволів, помер чи справді перенісся у часі. Попутно у кожній серії розв'язується детективна загадка.

## Виробництво

### Створення ідеї
Серіал був задуманий у 1998 році, коли сценаристи Метью Ґрем, Тоні Джордан і Ешлі Фароа були відправлені у творчу відпустку для розробки нових ідей ТВ-шоу. Серіал планувалося назвати Ford Granada на честь популярного у 70-і роки автомобіля. Проте задум був відхилений на BBC. Метью Ґрем зазначив, що тодішні керівники каналу були не готові створювати фільм, дія якого відбувалася б не у реальному світі. Крім того, початкова ідея полягала у створенні комедійного серіалу.
Пізніше один із керівників Channel 4 Джон Йорк переробив оригінальний сюжет, загостривши увагу на стосунках Сема Тайлера і Джина Ханта. Втім, ідею знову назвали «слабкою». Розроблятися серіал почав тільки тоді, коли ідея привернула увагу представниці BBC Wales Джулі Гарднер.
Спочатку головного персонажа звали «Сем Вільямс», але в компанії Kudos, яка займалася виробництвом серіалу, вирішили, що це ім'я не надто вдале і попросили Ґрема змінити його. Він спитав у своєї доньки, як би вона назвала головного персонажа, на що та відповіла «Сем Тайлер». Згодом з'ясувалося, що це прізвище було обране на честь героїні серіалу Доктор Хто Роуз Тайлер. Місцем дії спочатку планувалося зробити Лондон, потім — Лідс. І тільки в останній момент дію перенесли у Манчестер.

### Трансляція
Вісім годинних епізодів «Життя на Марсі» виходили на BBC по понеділках о 21:00. Сценарії писали творці серіалу Джордан, Ґрем і Фароа, пізніше до них приєднався четвертий сценарист Кріс Чібнолл. Сценарії для другого сезону писали Ґрем, Фароа і Чібнол, а також Джулі Руттерфорд, Гай Дженкін та Марк Грейг.
Другий сезон виходив у той самий час, але по вівторках. У лютому 2006 року були розмови про те, що можливий повнометражний фільм за мотивами серіалу. Виконавчий продюсер серіалу Джейн Фізерстоун сказала: «Життя на Марсі має дуже глибоку ідею, і, поза сумнівом, вона добре виглядала б на широких екранах».
9 жовтня 2006 було офіційно оголошено, що другий сезон стане останнім. Метью Ґрем сказав: «Ми розуміли, що подорож Сема повинна мати чітке логічне завершення, і відчуваємо, що досягли цієї точки у другому сезоні».

### В інших країнах
У 2008 році було запущено американську версію серіалу на каналі ABC. Вона мала дуже низькі рейтинги і була закрита після одного сезону із 17 серій.
Перший сезон оригінального Життя на Марсі було презентовано у США на каналі BBC America у липні 2006-серпні 2007 року, а другий — у грудні 2007-січні 2008. Обидва сезони вийшли на DVD у 2008.
Оригінальний серіал також було показано у Канаді з вересня 2006 до квітня 2007 на каналі BBC Canada, і з 8 січня до 23 квітня 2008 на каналі Télé-Québec французькою мовою. У Новій Зеландії оригінальний серіал транслювався на каналі TV One у 2007—2008 роках.. В Австралії британська версія демонструвалася на каналі ABC1 у 2007—2008 роках, а американська — у 2009 на каналі Network Ten.
Серіал транслювався в Ірландії, Хорватії, Швеції, Нідерландах, Німеччині, Іспанії, Ізраїлі, Італії, Японії, Норвегії, Сербії, Естонії, Фінляндії та в інших країнах.
В Іспанії на каналі Antena 3 у 2009 році вийшла адаптація серіалу Дівчина зі вчора, дія якого відбувається у часи після генерала Франко.
У 2012 році на Першому каналі вийшла російська адаптація серіалу Темний бік Місяця (алюзія на однойменний альбом Pink Floyd). Дія цього серіалу відбувається у СРСР у 1979 році.

## Музика
Саундтрек серіалу включає багато пісень початку 1970-х років, які були використані як частина «Життя на Марсі», та оригінальні треки композитора Едмунда Батта. Назва серіалу — це посилання на пісню Девіда Боуї «Life on Mars?», яка грає на iPod'і у Семові машині, коли він потрапляє в аварію та на касеті формату Sterto 8 у Rover P6, коли він приходить до тями у 1973 році. Також вона використовується в усіх ключових моментах серіалу та протягом третього сезону серіалу Прах до праху.
Творці шоу не хотіли використовувати пісню «Live and Let Die» Пола МакКартні та групи Wings, але Метью Ґрем сказав в інтерв'ю: «Ми надіслали епізод прямо Полу МакКартні. Майже одразу нам зателефонував його помічник і сказав, що Полу сподобалось, ви можете використовувати пісню».

### Використана музика
Перший сезон
David Bowie — «Life on Mars?» (епізоди 1 & 8)

Blue Öyster Cult — «Stairway to the Stars» (епізод 1)

The Sweet — «Little Willy» (епізод 1)

The Move — «Feel Too Good» (епізод 1)

The Who — «Baba O'Riley» (епізод 1)

Uriah Heep — «Easy Livin'» (епізод 1)

Uriah Heep — «Look at Yourself» (епізод 1)

Cream — «White Room» (епізод 1)

Лу Рід — «I'm So Free» (епізод 1)

Thin Lizzy — «Saga of the Ageing Orphan» (епізод 2)

Пол МакКартні and Wings — «Live and Let Die» (епізод 2)

Pink Floyd — «One Of These Days» (епізод 2)

Лі Перрі and The Upsetters — «Jungle Lion» (епізод 2)

The Sweet — «Ballroom Blitz» (епізод 3)

Free — «Wishing Well» (епізод 3)

David Bowie — «The Jean Genie» (епізод 4)

The Sweet — «Blockbuster!» (епізод 4)

The Rolling Stones — «Wild Horses» (епізод 4)

Atomic Rooster — «Head In The Sky» (епізод 4)

Френкі Міллер — «I Can't Change It» (епізод 4)

Роджер Віттакер — «I Don't Believe In If Anymore» (епізод 4)

Thin Lizzy — «Call The Police» (епізод 5)

Thin Lizzy — «Rocker» (епізод 5)

T. Rex — «Jeepster» (епізод 5)

Roxy Music — «Would You Believe?» (епізод 5)

Roxy Music — «Mother of Pearl» (епізод 5)

Ніна Сімон — «I Wish I Knew How It Would Feel to Be Free» (епізод 5)

Louis Armstrong — «What A Wonderful World» (епізод 6)

Britney Spears — «Toxic» (епізод 7)

Peters and Lee — «Welcome Home» (епізод 7)

Pulp — «Disco 2000» (епізод 7)

Ніна Сімон — «Sinnerman» (епізод 7)

Джон Конгос — «Tokoloshe Man» (епізод 8)

Atomic Rooster — «Devil's Answer» (епізод 8)

Wizzard — «See My Baby Jive» (епізод 8)

Free — «Little Bit of Love» (епізод 8)

Lindisfarne — «Meet Me on the Corner» (епізод 8)
Другий сезон
Roxy Music — «Street Life» (епізод 1)

The Three Degrees — «Everybody Gets To Go To The Moon» (епізод 1)

David Bowie — «Starman» (епізод 1)

Mungo Jerry — «In the Summertime» (епізод 2)

The Strawbs — «Lay Down» (епізод 4) — була використана під час трансляції по ТБ, але не включена до релізу на DVD.

The Moody Blues — «The Story in Your Eyes» (епізод 4)

Slade — «Coz I Luv You» (епізод 4)

David Bowie — «Aladdin Sane» (епізод 4)

T.Rex — «Rock On» (епізод 4)

Гілберт О'Салліван — «Alone Again» епізод 4)

Roxy Music — «Just Like You» (епізод 4)

Electric Light Orchestra — «10538 Overture» (епізод 5)

Ananda Shankar — «Snow Flower» (епізод 6)

Thin Lizzy — «Whiskey in the Jar» (епізод 6)

Audience — «I Had a Dream» (епізод 6)

Elton John — «Rocketman» (епізод 6)

Uriah Heep — «Traveller in Time» (епізод 6)

Faces — «Cindy Incidentally» (епізод 7)

Mott the Hoople — «One of the Boys» (епізоди 7 & 8)

Том Вейтс — «I Hope I Don't Fall in Love with You» (епізод 8)

Ізраель Камакавівооле — «Over the Rainbow» (епізод 8)

Atomic Rooster — «Decision/Indecision» (епізод 8)

David Bowie — «Changes» (епізод 8)

### Треклист CD-саундтреку
| Життя на Марсі: Оригінальний Саундтрек | Життя на Марсі: Оригінальний Саундтрек                                     | Життя на Марсі: Оригінальний Саундтрек | Життя на Марсі: Оригінальний Саундтрек |
| #                                      | Назва                                                                      | Виконавець                             | Тривалість                             |
| -------------------------------------- | -------------------------------------------------------------------------- | -------------------------------------- | -------------------------------------- |
| 1.                                     | «Introduction: Dialogue — King of the Jungle»                              |                                        | 0:20                                   |
| 2.                                     | «Life on Mars?»                                                            | David Bowie                            | 3:44                                   |
| 3.                                     | «Street Life»                                                              | Roxy Music                             | 3:13                                   |
| 4.                                     | «Live and Let Die»                                                         | Paul McCartney and Wings               | 3:10                                   |
| 5.                                     | «10538 Overture»                                                           | Electric Light Orchestra               | 5:25                                   |
| 6.                                     | «Tokoloshe Man»                                                            | Джон Конгос                            | 3:48                                   |
| 7.                                     | «Devil's Answer»                                                           | Atomic Rooster                         | 3:26                                   |
| 8.                                     | «Rock On»                                                                  | T.Rex                                  | 3:26                                   |
| 9.                                     | «Little Bit of Love»                                                       | Free                                   | 2:30                                   |
| 10.                                    | «Jungle Lion»                                                              | Лі Перрі and The Upsetters             | 4:19                                   |
| 11.                                    | «Brief Interlude: Dialogue — Armed Bastards!»                              |                                        | 0:04                                   |
| 12.                                    | «Blockbuster!»                                                             | The Sweet                              | 3:11                                   |
| 13.                                    | «Cindy Incidentally»                                                       | Faces                                  | 2:35                                   |
| 14.                                    | «Snow Flower»                                                              | Ananda Shankar                         | 2:45                                   |
| 15.                                    | «Coz I Luv You»                                                            | Slade                                  | 3:30                                   |
| 16.                                    | «One of the Boys»                                                          | Mott the Hoople                        | 4:33                                   |
| 17.                                    | «Meet Me on the Corner»                                                    | Lindisfarne                            | 2:38                                   |
| 18.                                    | «I Can't Change It»                                                        | Френкі Міллер                          | 3:06                                   |
| 19.                                    | «Whiskey in the Jar»                                                       | Thin Lizzy                             | 5:42                                   |
| 20.                                    | «I Had a Dream»                                                            | Audience                               | 4:17                                   |
| 21.                                    | «Traveller in Time»                                                        | Uriah Heep                             | 3:21                                   |
| 22.                                    | «I Wish I Knew How It Would Feel to Be Free»                               | Ніна Сімон                             | 3:06                                   |
| 23.                                    | «Кінцевий діалог: Я хочу додому / "Тема Життя на Марсі" (Прихований трек)» | Едмунд Батт                            | 2:26                                   |
| 1:13:28                                |                                                                            |                                        |                                        |

## Персонажі

Персонажі Життя на Марсі, зліва направо:
Кріс Скелтон, Джин Хант, Сем Тайлер, Рей Карлінг та Енні Картрайт

Головний персонаж серіалу, навколо якого обертаються усі події, — детектив Сем Тайлер. У 1973 році він працює під керівництвом Джина Ханта, якого описує наступним чином: «Вгодований нікотинозалежний алкоголік-гомофоб із манією величі та нездоровою одержимістю чоловічою дружбою». Ханта підтримують його підлеглі Кріс Скелтон (Маршал Ланкастер) та Рей Карлінг (Дін Ендрюс). Рей часто не погоджується із Семом, а Кріс виявляє повагу до його сучасних методів і постійно коливається між прихильністю до Сема та Джина. Стосунки між Семом Тайлером і Джином Хантом можна охарактеризувати як дружні, втім між ними постійно виникають сварки на професійному ґрунті.
Сем намагається не озвучувати той факт, що, на його думку, він повернувся у часі, оскільки боїться, що колеги вважатимуть його божевільним. Єдина людина, якій він довіряється, — це Енні Картрайт. За словами Ліз Вайт (акторки, що виконала її роль), Енні втомлена від того, що Сем постійно називає цей світ несправжнім та витвором своєї уяви, вона може це пояснити тільки постстресовим синдромом.

## Сприйняття

### Реакція критиків
Відгуки про перший сезон серіалу були цілковито позитивні. Стів О'Браєн написав для SFX: «BBC створили справжній шедевр; він кумедний, драматичний і захопливий. І мені нічого не заплатили за ці слова». Елісон Ґрем, редактор Radio Times, сказала: «це дійсно новий і креативний підхід до старого жанру». Сем Волластон із The Guardian написав: «Життя на Марсі — це більше ніж веселий стрибок у минуле… Нас занурюють у 1973 рік, і ми повністю опиняємося там, у цій справжній поліцейській драмі. Це як The Sweeney, але набагато краще зроблений… Я прилип до екрану.».

### Рейтинги
Життя на Марсі було рейтингово успішним шоу. Перший епізод мав середній рейтинг 6.8 мільйонів глядачів і регулярно був найкращою передачею у своєму слоті, хоча в цей час також ішов популярний серіал Північні вогні. Фінальний епізод сезону мав рейтинг 7.1 мільйони глядачів і 28 % аудиторії.
Рейтинги другого сезону були нижчими. Третій епізод взагалі подивилося тільки 4.8 мільйони. З часом рейтинги почали зростати, і останній епізод серіалу подивилося понад 7 мільйонів глядачів, попри те, що в цей час ішов фінал Ліги чемпіонів.

### Нагороди
Серіал двічі виграв міжнародну премію Еммі як Найкращий Драматичний Серіал у 2006 та 2008 роках. У січні 2007 серіал здобув приз журналу Broadcast як Найкращий новий серіал. У березні 2007 виграв іще у двох номінаціях: Найкращий драматичний серіал та Найкращий сценарій на призи Broadcasting Press Guild.
Перший сезон було номіновано на премію BAFTA як Найкращий драматичний серіал. Також Джона Сімма за роботу в серіалі було номіновано на премію Найкращому актору. Серіал здобув перемогу в номінації «Новачок року», яка визначалася глядацьким голосуванням.
У жовтні 2007 року другий сезон було номіновано як Найпопулярніша драма на National Television Awards.